# Lo and Behold: Reveries of the Connected World
Lo and Behold: Reveries of the Connected World es un documental de 2016 dirigido y producido por Werner Herzog. La película trata sobre el impacto del internet, la robótica, la inteligencia artificial, y otras tecnologías en la vida humana. La película fue estrenada el 23 de enero en el festival Sundance 2016 y fue producida por NetScout.
En el documental aparecen varias personas que han participado en el desarrollo del internet y de tecnologías a lo largo de los años. Entre ellos destacan Kevin Mitnick, Elon Musk, Sebastian Thrun, Lawrence Krauss, que comparten anécdotas y opiniones sobre la actualidad y el futuro del internet.

## Sinopsis
El documental está dividido en diez partes, y cada una con un tema diferente.
La primera parte, llamada The Early Days, presenta a Leonard Kleinrock, quien relata una anécdota sobre el inicio del internet en la Universidad de California en Los Ángeles (UCLA) en 1969. El inicio de toda una revolución y de la era moderna, como lo presenta Herzog, sucedió con un solo mensaje enviado desde UCLA hacia la Universidad Stanford que decía “Lo”, que da el título al documental.
La segunda parte, titulada The Glory of the Net, presenta la enorme capacidad de las nuevas tecnologías y algunos ejemplos de las cosas que el internet ha logrado. Adrien Treuille habla sobre lo importante que fue la red para lograr un videojuego sobre simulación molecular, mientras que Sebastian Thrun y Raj Rajkumar demuestran avances en los vehículos autónomos.
En la tercera parte, llamada The Dark Side, Herzog busca contraponerse a la parte anterior, y nos demuestra que no todo en el internet es positivo. Presenta a la familia Catsouras, que recibió imágenes morbosas de la muerte de una hija tras un accidente automovilístico, y por ello para esa familia el internet se ha vuelto una “representación del Anticristo”.
La cuarta parte, Life Without the Net, se sitúa en una antena de radio dedicada a la búsqueda de señales provenientes de fuera del planeta. Aquí, para evitar interferencias, todas las redes inalámbricas se deshabilitaron. Gracias a esto, existe una comunidad que vive sin internet ni telecomunicaciones y que, hasta cierto punto, se presenta más unida y alegre que una comunidad convencional.
El internet se ha vuelto una parte tan fundamental de la vida diaria y, si se acabara, la vida misma correría peligro. Este es el tema de la quinta parte, llamada The End of the Net, donde se presenta a las erupciones solares como una de las posibles amenazas al internet y al planeta.
La sexta parte, Earthly Invaders, destaca a Kevin Mitnick, que relata una anécdota de lo que significaba ser el hacker más famoso y de lo fácil que le era conseguir información. Werner Herzog demuestra que, de alguna forma, la mayor amenaza del internet y de la información somos nosotros mismos.
En la séptima parte aparece Elon Musk, para hablar sobre la posibilidad de colonizar y llevar el internet a Marte. Aquí, Marte es presentado como un bote salvavidas, al que eventualmente tendremos que llegar cuando nuestro bote actual (la Tierra) se hunda. Sin embargo, la visión de Herzog, y un tanto de Musk, sobre Marte es un tanto oscura y poco esperanzadora.
La octava parte trata sobre la inteligencia artificial y la conciencia. Se habla sobre el trabajo que se ha hecho y se hace para alcanzar una conciencia artificial. Sin embargo, la idea que prevalece es cuando Lawrence Krauss, expresa que ni siquiera somos capaces de entender nuestra propia conciencia, y mucho menos de crear una inteligencia completamente consciente.
Antes de cerrar, la novena parte se titula The Internet of Me. Aquí Herzog presenta una visión un tanto egoísta sobre lo que es el internet y hacia dónde va. En un futuro previsible, toda la tecnología está hecha para interactuar con las personas, y cada vez se vuelve menos necesario convivir con otras personas.
Por último, la décima parte se llama The Future. En esta parte, el director y los entrevistados presentan sus conclusiones sobre qué es el internet y hacia dónde se dirige en el futuro.

## Recepción
Lo and Behold ha recibido principalmente buenas críticas. Tiene 77 de 100 en Metacritic, 7.5 de 10 en IMDb y un 93% de aprobación en Rotten Tomatoes.